# بعد غيابك عني (مسلسل)
بعد غيابك عني مسلسل كويتي من تأليف علياء الكاظمي و إخراج سائد بشير الهواري.

## قصة المسلسل
يسلط المسلسل الضوء على تناقضات النفس البشرية من خلال قصة الرسامة شاهة، التي تعاني من اضطراب ثنائي القطب. تُجبر شاهة على الزواج من ابن عمها عبدالله بعد أن رفض والدها زواجها من حبيبها شعلان. تتصارع داخلها مشاعر الكره والحقد تجاه شقيقاتها، مع رغبتها في تهدئة الأوضاع وتحقيق السلام بينهن. كما يتناول المسلسل جانبًا إنسانيًا يتمثل في بر الوالدين وأثره العميق على نجاح الإنسان في حياته العملية.

## الممثلون
- إلهام الفضالة بدور «شاهة»
- تركي اليوسف   بدور «عبد الله»
- شهاب جوهر   بدور «شعلان»
- شهد سلمان بدور «شيماء»
- مرام البلوشي  بدور «نوال»
- سلطان الفرج  بدور «بندر»
- روان العلي  بدور «بشاير»
- عبد الله عبد الرضا  بدور «يعقوب»
- إيمان فيصل  بدور «فجر»
- شملان العميري  بدور «عزيز»
- ملك أبوزيد  بدور «ياسمين»
- في الشرقاوي  بدور «أمينة»
- شبنم خان
- شوق العنزي  بدور « مها»